# Ponte Umberto I
De Ponte Umberto I is een brug over de Tiber in Rome. De brug verbindt de wijk Ponte op de linkeroever met het Paleis van Justitie in de wijk Prati op de rechteroever.
De 105,65 meter lange brug is gebouwd tussen 1885 en 1895. Het ontwerp is afkomstig van architect Angelo Vescovali die een klassieke brug tekende met drie bogen. De met travertijn beklede brug is vernoemd naar koning Umberto I, die samen met zijn vrouw Margaretha bij de opening aanwezig was.
In tegenstelling tot de rest van Italië wordt op de brug door het autoverkeer links gereden. Om botsingen te voorkomen staat er een barrière op het midden van de weg.
Ponte di Castel Giubileo · Ponte Tor di Quinto · Ponte Flaminio · Ponte Milvio · Ponte Duca d'Aosta · Ponte della Musica · Ponte del Risorgimento · Ponte Giacomo Matteotti · Ponte Pietro Nenni · Ponte Regina Margherita · Ponte Cavour · Ponte Umberto I · Ponte Sant'Angelo · Ponte Vittorio Emanuele II · Ponte Principe Amedeo Savoia Aosta · Ponte Giuseppe Mazzini · Ponte Sisto · Ponte Garibaldi · Ponte Fabricio en Ponte Cestio · Ponte Rotto · Ponte Palatino · Ponte Sublicio · Ponte Testaccio · Ponte San Paolo · Ponte dell'Industria · Ponte Guglielmo Marconi · Ponte della Magliana · Ponte di Mezzocammino · Ponte Tor Boacciana